# 萊斯里普莊園站
雷士廉莊園站（英語：Ruislip Manor tube station）是倫敦地鐵的一個車站，位於倫敦西部。大雷士廉站是大都會線鄂克斯橋支線和皮卡迪利線的車站，位於倫敦第6收費區。車站開通於1904年7月4日。

## 外部連結
- . Tube departure boards. Transport for London.   [2016-02-29]. （原始内容存档于2012-09-07）.

- . Photographic Archive. London Transport Museum. （原始内容存档于2014-02-17）.
  - Ruislip Manor station, 1933
  - View of Platforms, 1934